# Murphydrela johannis
Espèce
Murphydrela johannis est une espèce d'araignées aranéomorphes de la famille des Zodariidae.

## Distribution
Cette espèce se rencontre au Rwanda, au Burundi, au Congo-Kinshasa et au Malawi.

## Description
Le mâle holotype mesure 6,67 mm et la femelle paratype 7,66 mm.

## Systématique et taxinomie
Cette espèce a été décrite par Jocqué et Russell-Smith en 2022.

## Étymologie
Cette espèce est nommée en l'honneur de John A. Murphy.

## Publication originale
- Jocqué & Russell-Smith, 2022 : « Murphydrela gen. n., a new genus of ant spider from central and east Africa (Araneae: Zodariidae). » Arachnology, vol. 19, Special Issue, p. 238-246.